# Plantes contre zombies
Plantes contre zombies (Plants vs. Zombies) est un jeu vidéo de tower defense développé et édité par PopCap Games, sorti en 2009 sur PC (Windows, Mac OS), et plus tard sur Xbox 360 (XLA), PlayStation 3, PlayStation Vita (PlayStation Network), Android, Bada, iOS, WP7 et Nintendo DS. Le but du jeu est de défendre sa maison contre une invasion de zombies. Avant de rentrer dans la maison et de manger le cerveau du joueur, les zombies doivent passer par le jardin ou par la cheminée et c’est à l’aide de toute une panoplie de plantes et de champignons que le joueur pourra mettre en place sa défense contre des vagues de zombies.

## Système de jeu
Le but du jeu est d’empêcher les zombies d’entrer dans la maison pour manger le cerveau du joueur. Pour ce faire, il faut placer sur le terrain de jeu un ensemble très varié de plantes ou de champignons. Certaines plantes crachent des pois (un par un, deux par deux ou quatre par quatre), d'autres catapultent des aliments (choux, graine de maïs, pastèques), enfin les champignons se battent la nuit mais dorment le jour.
Chaque objet à placer a ses propres capacités offensives, défensives ou de production de ressources. Le joueur doit les répartir pour former une défense efficace en accumulant suffisamment de ressources. Pour pouvoir poser d’autres plantes et améliorer sa défense du jardin face à des hordes toujours plus nombreuses de zombies, le joueur doit prendre des soleils tombent directement sur le jardin ou produits par des tournesols. La plupart des plantes sont conçues pour l'attaque constante, d'autre servent à bloquer et défendre les autres plantes (comme la noix). Les dernières ont des capacités instantanées, permettant de détruire une horde de zombies (des bombes-cerises ou un piment jalapeño).
Avant de commencer la partie, le jeu nous montre les différents types de zombies auxquels il aura affaire. Il doit ensuite choisir un nombre limité de plantes parmi celles debloquées, et avoir la bonne stratégie. Chaque terrain de jeu est composé de cinq cases verticales (sauf pour la piscine avec 6 cases) et une dizaine de cases horizontales chacune. On ne peut planter qu'une seule plante par case. Les zombies rencontrant une plante sur leur chemin commencent à les dévorer avant de continuer. S’ils parviennent à la fin de la partie gauche de la ligne, une tondeuse à gazon à usage unique démarre et tue tous les zombies présent sur la ligne. Si les zombies parviennent malgré tout à arriver au bout d’une ligne une seconde fois, la partie est perdue.
Chaque niveau est rythmé par des vagues de zombies arrivant progressivement après un court temps de mise en place. À intervalles réguliers, une importante vague de zombies apparaît. En général, il y a entre deux et quatre vagues d’assaut d’importance.
Tout comme le joueur a accès à différents types de plantes et de champignons, les zombies existent en plusieurs types. Si certains ont une légère différence de design et donc de résistance, se protégeant par exemple avec un cône de chantier, un seau métallique ou une porte moustiquaire, il y a aussi d'autres types de zombies plus résistants, plus rapides ou plus ingénieux, qui peuvent gâcher l'organisation des plantes. Un perchiste peut sauter par dessus une plante, un quarterback encaisse la défense, un plongeur se cache pour éviter les attaques, un mineur creuse à la fin de la ligne et mange les plantes par derrière etc.
Il existe plusieurs autres modes de jeux débloqués au cours de l'aventure. L’un d’eux consiste par exemple à survivre le plus longtemps possible sur le même terrain, un autre à casser des vases contenant au choix des plantes, des soleils ou des zombies… Un autre, plus original, met le joueur dans le camp des zombies et doit leur faire manger les cervelles en bout de ligne en utilisant habilement les modèles de zombies à disposition pour se défaire des défenses posées par l’ordinateur.

## Intrigue
Les premières parties commencent dans le jardin, puis la nuit arrive et le manque de soleils pousse le joueur à prendre des champignons, plus faibles que les plantes, mais moins chers voire gratuits. Au lever du jour, voyant que leur action n'a servi à rien, les zombies décident cette fois-ci d'attaquer l'arrière de la maison, au niveau de la piscine, qu'ils n'hésiteront pas à traverser, ce qui contraint le joueur à utiliser des nénuphars. Après une nuit où la brume empêche le joueur de voir l'ennemi en avance, les zombies décident cette fois-ci de rentrer par le toit, l'absence de terre forçant le joueur à utiliser des plantes en pot qui attaquent en lob. La toute dernière partie du jeu, à la nuit tombée, le voisin Dave le Dingo (Crazy Dave) se fait attraper par un zombie en saut à l'élastique et l'unique boss du jeu, le docteur Zomboss, apparait dans un Robot géant. Une fois vaincu, le docteur Zomboss s'excuse et propose de faire une fête avec les plantes et les zombies. Le générique de fin est chanté par un des tournesols dont la voix est doublée par la compositrice du jeu, Laura Shigihara.

## Plantes
| Plante             | Lieu                                | Débloquée                  | Coût | Peut être plantée sur                              | Description |
| ------------------ | ----------------------------------- | -------------------------- | ---- | -------------------------------------------------- | --- |
| Pisto-pois         | Jour                                | au démarrage               | 100  | Terre, Nénuphar, Pot de fleurs                     | Les pisto-pois sont votre première ligne de défense. Ils tirent des pois sur les zombies.                                                                               |
| Tournesol          | Jour                                | Niveau 1                   | 50   | Terre, Nénuphar, Pot de fleurs                     | Les tournesols sont essentiels pour produire du soleil. Plantez-en autant que possible !                                                                                |
| Bombe cerise       | Jour                                | Niveau 2                   | 150  | Terre, Nénuphar, Pot de fleurs                     | Explose tous les zombies dans une zone de 3x3 |
| Noix               | Jour                                | Niveau 3                   | 50   | Terre, Nénuphar, Pot de fleurs                     | Vous pouvez utiliser les coquilles des noix pour protéger d'autres plantes.                                                                                             |
| Mine patate        | Jour                                | Niveau 5                   | 25   | Terre, Pot de fleurs                               | Explose au contact d'un zombie (usage unique), peut exploser un petit groupe de zombies sur la même ligne s'ils sont assez proches.                                     |
| Pois geleur        | Jour                                | Niveau 6                   | 175  | Terre, Nénuphar, Pot de fleurs                     | Ralentit le zombie touché grâce à sa glace. |
| Mordeur            | Jour                                | Niveau 7                   | 150  | Terre, Nénuphar, Pot de fleurs                     | Avale un zombie, puis il le digère pendant un certain temps. |
| Double pisto-pois  | Jour                                | Niveau 8                   | 200  | Terre, Nénuphar, Pot de fleurs                     | Tire deux fois plus vite qu'un pisto-pois normal. |
| Champi-gnon        | Jour                                | Niveau 10                  | 0    | Terre, Pot de fleurs                               | Tire des spores sur une distance de trois cases. |
| Champi-soleil      | Nuit                                | Niveau 1                   | 25   | Terre, Nénuphar, Pot de fleurs                     | Génère 15 soleils quand il est petit, puis grandit et produit 25 soleils                                                                                                |
| Champi-fumée       | Nuit                                | Niveau 2                   | 75   | Terre, Nénuphar, Pot de fleurs                     | Tires des spores qui traversent les moustiquaires et les zombies. |
| Éclateur de tombes | Nuit                                | Niveau 3                   | 75   | Tombes                                             | Détruit les tombes des niveaux de nuit. |
| Champi-hypno       | Nuit                                | Niveau 5                   | 75   | Terre, Nénuphar, Pot de fleurs                     | Rallie un zombie a votre camp, cependant il garde la même santé après la consommation du champignon.                                                                    |
| Champi-peureux     | Nuit                                | Niveau 6                   | 25   | Terre, Nénuphar, Pot de fleurs                     | Tire des spores sur toutes une ligne, mais ils se cachent lorsqu'un zombie est autour de lui dans une zone de 3*3.                                                      |
| Champi-glace       | Nuit                                | Niveau 7                   | 75   | Terre, Nénuphar, Pot de fleurs                     | Gèle tous les zombies sur le plateaux (sauf les zombies-pongo, zombies élastiques), puis ils se dégèlent mais ils sont ralentit temporairement.                         |
| Champi-mort        | Nuit                                | Niveau 8                   | 125  | Terre, Nénuphar, Pot de fleurs                     | Tue une très grande partie des zombies sur l'écran |
| Nénuphar           | Nuit                                | Niveau 10                  | 25   | Eau                                                | Permet de planter des plantes non-aquatiques sur l'eau. |
| Écraseur           | Piscine                             | Niveau 1                   | 50   | Terre, Nénuphar, Pot de fleurs                     | Ecrase un groupe de zombies devant ou derrière lui en infligeant de lourds dégâts.                                                                                      |
| Triple pisto-pois  | Piscine                             | Niveau 2                   | 325  | Terre, Nénuphar, Pot de fleurs                     | Tire des pois devant les trois ligne devant lui. |
| Algue              | Piscine                             | Niveau 3                   | 25   | Eau                                                | Engloutie un zombie sous l'eau avec elle (usage unique). |
| Jalapeño           | Piscine                             | Niveau 5                   | 125  | Terre, Nénuphar, Pot de fleurs                     | brule tous les zombies d'une ligne, sauf pour les Gargantuas il lui faut deux explosions.                                                                               |
| Ortie              | Piscine                             | Niveau 6                   | 100  | Terre                                              | Inflige des dégâts par en dessous, crève les pneus des machines mais meurt par la suite(Zamboni, catapulte). En revanche elle peut se faire écraser par les Gargantuas. |
| Torche             | Piscine                             | Niveau 7                   | 175  | Terre, Nénuphar, Pot de fleurs                     | Enflamme les pois (uniquement) mais elle transforme les pois de glace en pois normaux.                                                                                  |
| Grande noix        | Piscine                             | Niveau 8                   | 125  | Terre, Nénuphar, Pot de fleurs                     | Noix plus résistante, et bloque les voix aérienne (zombie-pongo, ballon, mais pas les projectiles des catapultes)                                                       |
| Champi-mer         | Piscine                             | Niveau 10                  | 0    | Eau                                                | A le même usage qu'un champi-gnon mais sur l'eau, avec un temps de rechargement plus long.                                                                              |
| Planterne          | Brume                               | Niveau 1                   | 25   | Terre, Nénuphar, Pot de fleurs                     | La planterne éclaire une zone de 3x3 à travers le brouillard. |
| Cactus             | Brume                               | Niveau 2                   | 125  | Terre, Nénuphar, Pot de fleurs                     | Les cactus tirent des épines pour blesser les cibles au sol et crève les ballons dans les airs.                                                                         |
| Trouffle           | Brume                               | Niveau 3                   | 100  | Terre, Nénuphar, Pot de fleurs                     | Les trouffles soufflent les zombies ballons et le brouillard (temporairement pour ce dernier) dans les niveaux de brume.                                                |
| Double pois        | Brume                               | Niveau 5                   | 125  | Terre, Nénuphar, Pot de fleurs                     | Le double pois tire des pois vers l'avant (un seul) et vers l'arrière (deux).                                                                                           |
| Carambole          | Brume                               | Niveau 6                   | 125  | Terre, Nénuphar, Pot de fleurs                     | La carambole tire des étoiles dans 5 directions (arrière, haut, bas, diagonale haut et bas vers l'avant).                                                               |
| Citrouille         | Brume                               | Niveau 7                   | 125  | Terre, Nénuphar, Pot de fleurs, Toutes les plantes | Les citrouilles protègent les plantes qui sont à l'intérieur. |
| Champi-aimant      | Brume                               | Niveau 8                   | 100  | Terre, Nénuphar, Pot de fleurs                     | Les champi-aimants enlèvent les casques et autres objets métalliques des zombies.                                                                                       |
| Cata-chou          | Brume                               | Niveau 10                  | 100  | Terre, Nénuphar, Pot de fleurs                     | Les cata-choux lancent des choux sur les zombies par le haut. |
| Pot de fleurs      | Toit                                | Niveau 1                   | 25   | Toit                                               | Les pots de fleurs vous permettent de planter des plantes sur les tuiles du toit.                                                                                       |
| Cata-graine        | Toit                                | Niveau 2                   | 100  | Terre, Nénuphar, Pot de fleurs                     | Les cata-graines lancent des grains de maïs (faibles dégâts) et du beurre sur les zombies (dégâts normaux).                                                             |
| Grain de café      | Toit                                | Niveau 3                   | 75   | Champignons                                        | Utilisez les graines de café pour réveiller les champignons durant la journée (de façon permanente).                                                                    |
| Ail                | Toit                                | Niveau 5                   | 50   | Terre, Nénuphar, Pot de fleurs                     | L'ail dévie les zombies sur d'autres lignes de façon aléatoires quand ils la croque.                                                                                    |
| Feuille-parapluie  | Toit                                | Niveau 6                   | 100  | Terre, Nénuphar, Pot de fleurs                     | Les feuilles-parapluies protègent les plantes alentour des zomies-trampolines et des projectiles des catapultes.                                                        |
| Souci              | Toit                                | Niveau 7                   | 50   | Terre, Nénuphar, Pot de fleurs                     | Les soucis génèrent des pièces d'or et d'argent. |
| Cata-melon         | Toit                                | Niveau 8                   | 300  | Terre, Nénuphar, Pot de fleurs                     | Les cata-melons causent de gros dégâts aux groupes de zombies (3*3). |
| Sulfateuse à pois  | Magasin (argent cumulé dans le jeu) | 5 000 $                    | 250  | Double pisto-pois                                  | |
| Double tournesol   | Magasin (argent cumulé dans le jeu) | 5 000 $                    | 150  | Tournesol                                          | Les double-tournesols donnent deux fois plus de soleils qu'un Tournesol.                                                                                                |
| Champi-sombre      | Magasin (argent cumulé dans le jeu) | 7 500 $                    | 150  | Champi-fumée                                       | Tire des spore sur une zone de 3*3, et inflige de lourds dégâts. |
| Jonc               | Magasin (argent cumulé dans le jeu) | 10 000 $                   | 225  | Nénuphar                                           | Tire des épines téléguidées sur tout le plateaux, et crève les ballons.                                                                                                 |
| Courge             | Magasin (argent cumulé dans le jeu) | 10 000 $                   | 200  | Cata-melon                                         | Lance des courge glacées ralentissant les zombies (3*3). |
| Aimant en or       | Magasin (argent cumulé dans le jeu) | 3 000 $                    | 50   | Champi-aimant                                      | Les aimants en or ramassent les pièces et les diamants. (Uniquement) |
| Pierre épineuse    | Magasin (argent cumulé dans le jeu) | 7 500 $                    | 125  | Ortie                                              | Les pierres épineuses éclatent des pneus et blessent les zombies qui marchent dessus (peut supporter les gros dégâts jusqu'à trois fois).                               |
| Canon à épi        | Magasin (argent cumulé dans le jeu) | 20 000 $                   | 500  | 2 cata-graine                                      | Lance des missiles téléguidés sur tout le plateau (3*3), mais il prend deux cases et il est à planter sur deux cata-graines.                                            |
| Imitateur          | Magasin (argent cumulé dans le jeu) | 30 000 $                   | ?    | ?                                                  | Les imitateurs vous permettent d'utiliser 2 plantes identiques dans le même niveau!                                                                                     |
| Nitro-noix         | Bowling de noix                     | Bowling de noix            | 0    | Terre                                              | Agis comme pour une bombe cerise, mais roule avant d'exploser à l'impact.                                                                                               |
| Noix géante        | Bowling de noix 2 Big Time          | Bowling de noix 2 Big Time | 0 50 | Terre                                              | Ecrase toute une ligne sans ricocher. |
| Tournesol géant    | Big Time                            | Big Time                   | 50   | Terre                                              | |
| Souci géant        | Big Time                            | Big Time                   | 50   | Terre                                              | |

## Accueil
| Plantes contre zombies |      |       |
| Média                  | Pays | Notes |
| Eurogamer              | US   | 9/10  |
| GameSpot               | US   | 85 %  |
| IGN                    | US   | 90 %  |
| Compilations de notes  |      |       |
| Metacritic             | US   | 87 %  |

## Anecdotes
- le zombie diable en boite lorsqu'il apparait sur le terrain joue une version boîte à musique de Pop Goes the Weasel.
- Dans les premières versions du jeu sur mobile, le zombie danseur avait un design similaire à Michael Jackson dans le clip de Thriller. Il fait par ailleurs sortir d'autre zombies danseur du sol qui imite un des pas de danse. Après sa mort, son design a été changé par un danseur disco à coupe afro.[réf. nécessaire]
- La chanson de Billie Eilish Bad Guy s'inspire de l'écran titre du jeu[6].